# Heroji
Heroji är Indira Radićs fjortonde studioalbum, som gavs ut på Grand Production, 2008.

## Låtlista
1. Mazohizam (Masochism)
2. Hajde sestro (Kom igen syster)
3. Heroji (Hjältar)
4. Ako me zavoliš (Om du älskar mig)
5. Ovaj život čas proleti (Timmen flyger genom livet)
6. Na trapezu lokalnog cirkusa
7. U dobru i zlu (I goda tider och dåliga)
8. Pije mi se (Drick till mig)
9. Beograd spava (Belgrad sover)